# Djarum

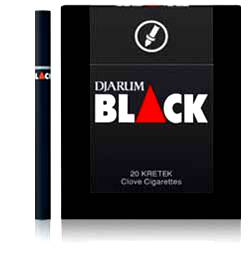
Krabička cigaret Djarum Black s hřebíčkovou příchutí

Djarum je značka cigaret vyráběných firmou Tobacco industry. Byly založeny roku 1951 člověkem se jménem Oei Wie Gwan. V současné době zaměstnávají přes 75 000 zaměstnanců.

## Historie
V roce 1951 podnikatel Oei Wie Gwan koupil téměř zaniklou tabákovou společnosti v Kudusu (Střední Jáva). Značka cigaret byla původně nazývána Djarum Gramofon, on název zkrátil na Djarum. Společnost začala vytvářet nové značky známé jako Kotak Adjaib, které jsou dnes již zaniklé. Společnost téměř zanikla, když v roce 1963 obrovský požár zničil továrnu cigaret, ve které uhořel Oei Wie Gwan. Dědicové (děti Oei Wie Gewan, Budi a Bambang Hartono) se nezalekli a rozhodli se továrnu přestavět a modernizovat.
V roce 1970 společnost vybudovala výzkumné a vývojové centrum pro vytvoření nových směsí ochucených cigaret. Cigarety u místních slavily úspěch, a tak se od roku 1972 začaly vyvážet do jiných zemí. V roce 1976 se společnosti podařilo vytvořit první hřebíčkové aroma cigaret Djarum – známý jako Djarum Speciál. V roce 1980 se značka cigaret Djarum Speciál stala velmi populárni.[zdroj⁠?!] Po měnové krizi v roce 1998 se společnost stala součástí konsorcia, které koupila banka ve střední Asii (BCA) z BPPN (největší privátní banka v Indonésii). V současné době je podíl v bance (51 %) řízen společnosti.

## Djarum v Česku
Nyní jsou cigarety Djarum vyváženy i do Česka, nejsou sice populární, jako například cigarety Viceroy, které jsou základem každé trafiky, ale své nadšence si rozhodně najdou. Cena se pohybuje kolem 150 Kč za krabičku.

## Varianty Djarum cigaret

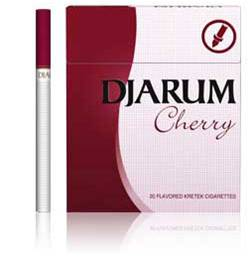
Krabička cigaret Djarum Cherry s třešňovou příchutí

### Všechny vyráběné varianty
- Djarum Super
- Djarum Supersmooth
- Djarum Merdeka (Defunct)
- Djarum Super Mezzo
- Djarum Classics (Defunct)
- Inspiro (Defunct)
- Djarum Filter (Defunct)
- Djarum Cigarillos
- Djarum Nuu Milds
- Filtra (Defunct)
- Djarum Black
- Djarum Special
- Djarum Lights
- Djarum Bali Hai
- Djarum Splash
- Djarum Menthol
- L.A. Lights
- L.A. Menthol Lights
- Djarum Spice Islands (kretek cigarillos)
- Djarum Gold Seal
- Djarum Gold
- Djarum Cherry
- Djarum Vanilla

### Prodávané v Česku
- Djarum Super
- Djarum Special
- Djarum Black
- Djarum Black Cappuccino
- Djarum Black Tea
- Djarum Cherry
- Djarum Vanilla